# Чемпионат мира по рапиду и блицу 2021
Чемпионат мира по шахматам по рапиду и блицу 2021 года проходил с 25 по 31 декабря в Варшаве. Изначально проведение соревнований планировалось в столице Казахстана, но из-за вспышки коронавируса произошёл перенос турнира в Польшу. В чемпионате приняли участие более 180 спортсменов, представляющих 46 федераций.
Местом проведения был Национальный стадион, призовой фонд турнира составлял 1 миллион долларов.

## Регламент
Право на участие в турнире получали игроки, имевшие не менее 2550 (в женском турнире — 2250) пунктов в одном из рейтинг-листов за 2021 год (включая классический контроль, быстрые шахматы и блиц), а также действующие национальные чемпионы; помимо того, организатор турнира мог номинировать 15 участников.

### Рапид[4]
Контроль времени на партию составлял 15 минут на партию с добавлением 10 секунд на ход, начиная с первого хода; турнир игрался в течение трёх дней по швейцарской системе и состоял из 13 туров (открытый турнир) или 11 туров (турнир среди женщин).

### Блиц
Контроль времени на партию составлял 3 минуты на партию с добавлением 2 секунд на ход, начиная с первого хода; турнир игрался в течение двух дней по швейцарской системе и состоял из 21 тура (открытый турнир) или 17 туров (турнир среди женщин).

## Результаты

### Рапид

#### Мужчины
По результатам 13 туров у четырёх спортсменов было одинаковое количество очков, и судьба первого места решалась на тай-брейке, двое участников (Нодирбек Абдусатторов и Ян Непомнящий) которого определились по дополнительным показателям. Такая система была подвергнута острой критике со стороны действующего чемпиона мира Магнуса Карлсена и некоторых других шахматистов.
1. Нодирбек Абдусатторов[7]
2. Ян Непомнящий[8]
3. Магнус Карлсен

#### Женщины
1. Александра Костенюк[9]
2. Бибисара Асаубаева
3. Валентина Гунина

### Блиц

#### Мужчины
1. Максим Вашье-Лаграв[10]
2. Ян-Кшиштоф Дуда
3. Алиреза Фиружа

#### Женщины
1. Бибисара Асаубаева[11]
2. Александра Костенюк
3. Валентина Гунина